# Épron
Épron település Franciaországban, Calvados megyében. Lakosainak száma 1883 fő (2022. január 1.). Épron Biéville-Beuville, Caen, Cambes-en-Plaine, Hérouville-Saint-Clair és Saint-Contest községekkel határos.

## Népesség
A település népességének változása:
| Lakosok száma | 325  | 858  | 1425 | 1634 | 1600 | 1636 | 1634 | 1623 | 1655 | 1883 |
|               | 1968 | 1982 | 1990 | 2006 | 2013 | 2015 | 2017 | 2019 | 2020 | 2022 |